# Municipio de New Hope (condado de Chatham)
El municipio de New Hope (en inglés: New Hope Township) es un municipio ubicado en el  condado de Chatham en el estado estadounidense de Carolina del Norte. En el año 2000 tenía una población de 2.074 habitantes.

## Geografía
El municipio de New Hope se encuentra ubicado en las coordenadas 35°44′19.96″N 78°59′50.31″O / 35.7388778, -78.9973083.